# Pervenche Berès
Pervenche Berès, född 10 mars 1957 i Paris, var en fransk ledamot av Europaparlamentet för Parti socialiste. Hon var ordförande för de franska socialisterna i Europaparlamentet (sedan 1997) och vice ordförande i Europeiska socialdemokratiska partiets grupp. Den 28 juli 2004 valdes hon till ordförande för Utskottet för ekonomi och valutafrågor. Hon är förste vice ordförande för Europarörelsen i Frankrike. Hon satt i Europaparlamentet till 2019.